# Emil Schöpflin
Emil Georg Schöpflin (* 26. Juli 1910 in Lichtenberg bei Berlin; † 20. November 1999 in Rosenheim) war ein deutscher  Radrennfahrer.

## Sportliche Laufbahn
Schöpflin begann mit dem Radsport im Verein „RV Sport 88 Berlin“. Er wurde als Amateur Vize-Meister im Straßenrennen hinter August Brandes. Im Mannschaftszeitfahren stand er mit dem Postsportverein Berlin 1931 und 1938 auf dem Podium. 1932 erlitt er bei einem Rennen in Chemnitz einen schweren Schädelbruch, der ihn zu einer langen Rennpause zwang. Durch starke Leistungen fuhr er sich in die deutsche Nationalmannschaft für die Olympischen Sommerspiele 1936 in Berlin 1936. Ein Reifenschaden im olympischen Straßenrennen warf ihn jedoch früh zurück, so dass er in das Finale des Rennens nicht eingreifen konnte und ausschied. 1940 gewann er in der Einzelmeisterschaft Bronze hinter dem Sieger Karl Kittsteiner. Nach dem Ende des Zweiten Weltkrieges wurde er Berufsfahrer und wurde mit Josef Berger als Partner Vize-Meister im Zweier-Mannschaftsfahren hinter Rudi Mirke und Hans Preiskeit. 1948 erhielt einen Vertrag beim Rennstall Rabeneick, in dem auch Hermann Schild fuhr. Er gewann zwei Etappen der Deutschland-Rundfahrt und wurde Sechster des Gesamtklassements. 
Am 13. September 1937 fuhr er auf der Radrennbahn in Halle an der Saale (am Böllberger Weg) einen neuen deutschen Rekord über eine Stunde ohne Schrittmacher; er legte 42,110 Kilometer zurück.